# ملاطية (المنيا)
قرية ملاطية  هي إحدي القرى التابعة لمركز مغاغة بمحافظة المنيا في جمهورية مصر العربية. حسب إحصاءات سنة 2006، بلغ إجمالي السكان في ملاطية 15401 نسمة، منهم 7616 رجل و7785 امرأة.